# Silent Hill f
Silent Hill f (サイレントヒル f Sairento Hiru efu?) es un videojuego de terror y supervivencia desarrollado por NeoBards Entertainment y publicado por Konami. El videojuego se lanzará en PlayStation 5, Xbox Series X y Series S y PC a través de Windows, Steam y Epic Store. Es el primer videojuego de la serie principal de Silent Hill en más de diez años desde Silent Hill: Downpour. Este título representa un cambio significativo en la franquicia, ya que introduce elementos culturales japoneses, en contraste con los entornos occidentales de entregas anteriores, y se centra en una narrativa que mezcla la belleza con el horror.
Al igual que su predecesor, Silent Hill Origins, el videojuego actúa como una forma de precuela, aunque no está establecido directamente en la ciudad de Silent Hill.

## Argumento
La historia de Silent Hill f se desarrolla en Ebisugaoka, un pueblo rural ficticio del Japón en la década de 1960. El juego sigue la historia de Hinako Shimizu, una joven cuya vida aparentemente normal cambia cuando una densa y amenazante niebla envuelve su pueblo y desencadena sucesos aterradores. Los habitantes comienzan a desaparecer y surgen criaturas misteriosas, lo que obliga a Hinako a explorar el pueblo, resolver acertijos y enfrentar diversas amenazas.
La historia enfatiza decisiones que impactan el desarrollo de los acontecimientos, combinando el estilo característico del terror psicológico de la serie con dilemas emocionales y sociales, planteando elecciones difíciles que marcan la experiencia del jugador.

### Personajes
- Hinako Shimizu: protagonista de la historia, una estudiante de secundaria cuyo destino está influenciado por sus elecciones.[2][4]

## Jugabilidad
Silent Hill f mantiene mecánicas clásicas de exploración, resolución de acertijos y supervivencia. Los jugadores enfrentarán situaciones de terror psicológico y estrés ambiental. La incorporación de elementos culturales japoneses añade un nuevo nivel de profundidad y desafío a la experiencia.

## Desarrollo
En febrero del año 2021, se informó que Konami planeaba revivir la franquicia Silent Hill, teniendo varios estudios de terceros desarrollando nuevos videojuegos. En octubre de 2022, Konami anunció oficialmente cuatro nuevos proyectos de Silent Hill, diez años después del último videojuego principal de Silent Hill, Downpour. Konami reveló que Silent Hill f será desarrollado por el estudio de videojuegos chino NeoBards Entertainment.
El juego está dirigido por Al Yang, director creativo de estudio de NeoBards Entertainment, y está escrito por Ryukishi07, reconocido por su trabajo en la novela visual Higurashi no Naku Koro ni. El diseño de criaturas y personajes está a cargo del artista japonés Kera, y está producido por Motoi Okamoto, exproductor de Nintendo. Su enfoque se centra en la integración del terror y la investigación, asegurando una narrativa impactante. Además, el diseño artístico de Kera refuerza la estética del juego, fusionando el horror con una presentación visualmente atractiva.
Los creadores de Silent Hill f se inspiraron en la cultura y los valores de la década de 1960 en Japón. La ambientación y los dilemas emocionales del juego reflejan aspectos profundos de la sociedad de la época, como las expectativas familiares y las presiones sociales. Se destaca que el equipo de desarrollo incorporó temas sensibles —como la discriminación de género, el abuso infantil y el acoso escolar— con el fin de ofrecer una narrativa que, aunque perturbadora, invite a la reflexión.

## Presentación
Silent Hill f fue presentado en Silent Hill Transmission el 14 de marzo de 2025, un evento donde se mostró un adelanto de su atmósfera y jugabilidad. Se reveló que el juego está ambientado en Ebisugaoka, una ciudad ficticia inspirada en la región de Kanayama (pueblo que luego formaría parte de la ciudad de Gero en la prefectura de Gifu). El equipo de desarrollo visitó el área para capturar sonidos y escenarios auténticos.